# Foktő
Foktő là một thị trấn thuộc hạt Bács-Kiskun, Hungary. Thị trấn này có diện tích 31,46 km², dân số năm 2010 là 1626 người, mật độ 52 người/km².